# Eo biển Luzon

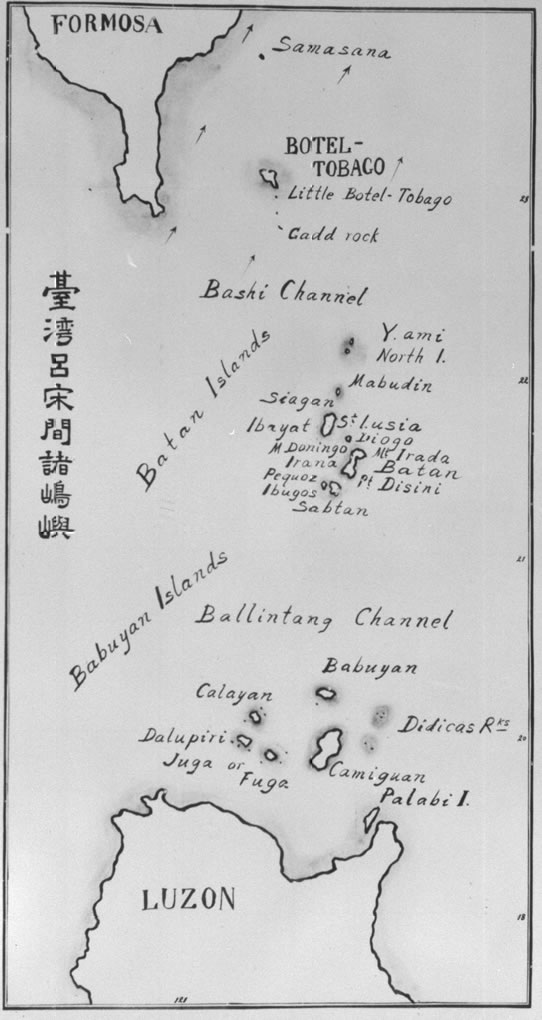
Bản đồ Eo biển Luzon

Eo biển Luzon (tiếng Filipino: Kipot ng Luzon) là một eo biển nằm giữa đảo Đài Loan và Luzon của Philippines. Eo biển này nối giữa Biển Philippine và Biển Đông.
Eo biển rộng xấp xỉ 250 km. Eo biển bao gồm một số đảo và được chia thành hai nhóm: Quần đảo Batanes tương ứng với tỉnh đảo Batanes và Quần đảo Babuyan thuộc tỉnh Cagayan, cả hai đều thuộc về Philippines.
Eo biển Luzon lại được chia thành các kênh biển nhỏ hơn. Kênh biển Babuyan chia tách đảo Luzon với quần đảo Babuyan, và quần đảo này lại chia tách với quần đảo Batanes qua Kênh biển Balintang. Batanes chia tách với Đài Loan qua Kênh biển Bashi (Ba Sĩ).
Đây là một eo biển quan trọng cho tàu thuyền và truyền thông. Nhiều tàu đến từ châu Mỹ có thể sử dụng hải trình qua eo biển này để tới các cảng quan trọng tại châu Á. Nhiều cáp thông tin cũng được đặt dưới đáy biển của eo biển Luzon. Các cáp này truyền đạt những dữ liệu và điện tín đến Trung Quốc, Hồng Kông, Đài Loan, Nhật Bản và Hàn Quốc.